# Strangesta gawleri
Strangesta gawleri är en snäckart som först beskrevs av Brazier 1872.  Strangesta gawleri ingår i släktet Strangesta och familjen Rhytididae. Inga underarter finns listade i Catalogue of Life.